# Paroare huppé
Paroaria coronata
Pour les articles homonymes, voir Huppe (homonymie).
Espèce
Statut de conservation UICN

 LC  : Préoccupation mineure
Statut CITES
Le Paroare huppé (Paroaria coronata), anciennement Cardinal à huppe rouge, est une espèce de passereaux de la famille des Thraupidae. Elle était auparavant placée dans la famille des Emberizidae.

## Description

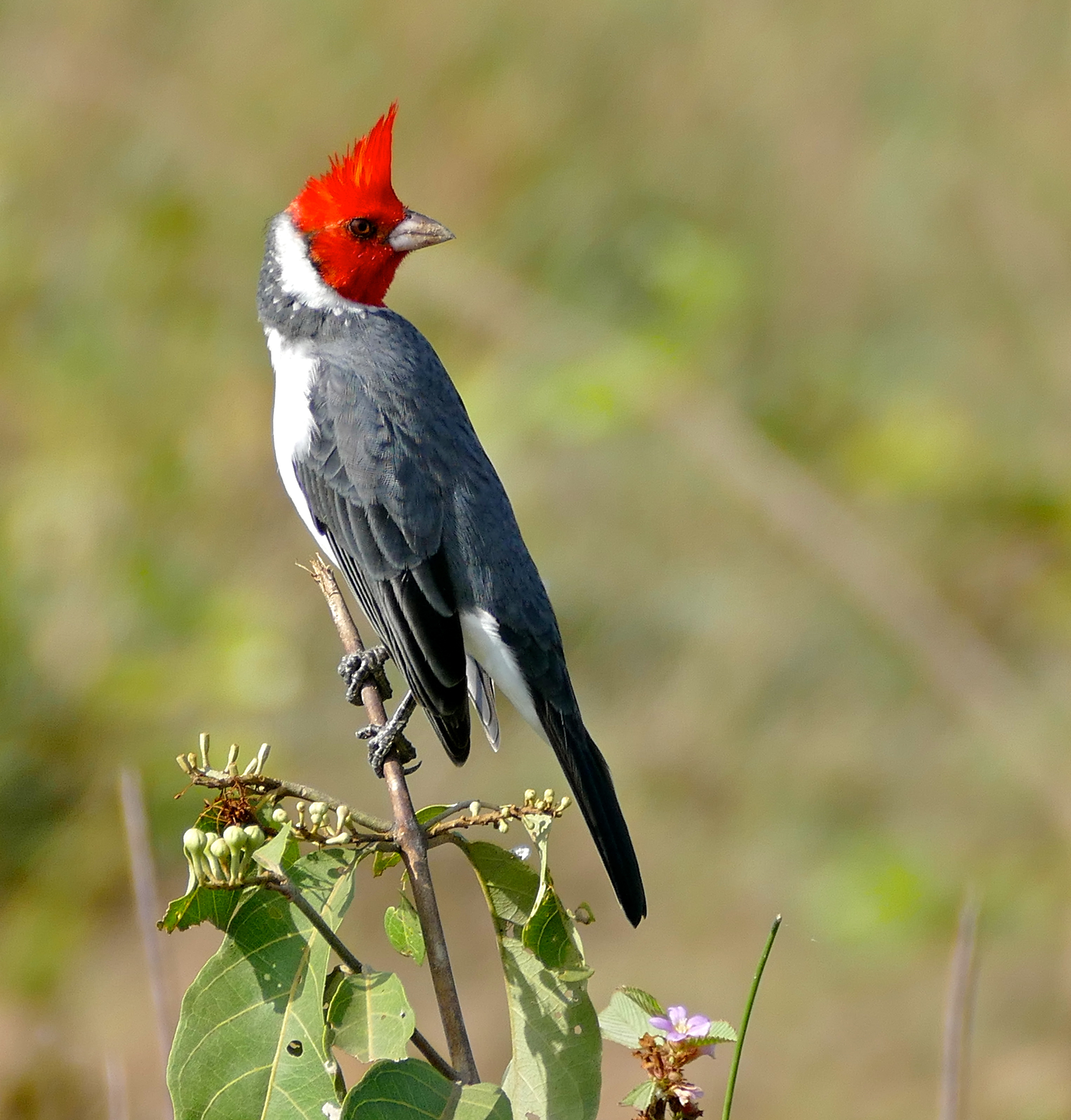
Paroare huppé (Mato Grosso, Brésil)

Cet oiseau mesure environ 19 cm de longueur. Il ne présente pas de dimorphisme sexuel.
La tête munie d'une courte huppe rouge vif fait ressembler cet oiseau aux espèces de la famille des Cardinalidae, d'où le nom de Cardinal à huppe rouge qui lui est parfois donné. Le dos est uniformément gris et le ventre blanc. Les yeux sont marron foncé, le bec blanc rosé avec l'extrémité noirâtre et les pattes noires.

## Répartition
Cet oiseau peuple le nord de l'Argentine, l'est de la Bolivie, le sud-est du Brésil, le Paraguay et l'Uruguay. On le trouve dans les régions méridionales du Pantanal. Il a également été introduit à Hawaii et au Porto Rico. Au Brésil, il a été introduit à divers endroits en dehors de son aire de répartition historique, comme dans le Parc écologique Tietê à São Paulo aux côtés de son proche parent, le Paroare dominicain 

## Habitat
Cette espèce vit dans les zones arbustives humides.